# Armored Core
Armored Cored é uma série de jogos eletrônicos do gênero de tiro em terceira pessoa produzido pela From Software, a série é baseada em um protagonista que trabalha como piloto que opera grandes mechas chamados de armored cores em missões. O primeiro jogo da série foi lançado em 1997, atualmente já existem mais de vinte jogos lançados da série.

## Jogos
| Título                            | Ano  | Plataformas                                                            |
| --------------------------------- | ---- | ---------------------------------------------------------------------- |
| Armored Core                      | 1997 | PlayStation                                                            |
| Armored Core: Project Phantasma   | 1997 | PlayStation, PlayStation 3, PlayStation Vita                           |
| Armored Core: Master of Arena     | 1999 | PlayStation, PlayStation 3, PlayStation Vita                           |
| Armored Core 2                    | 2000 | PlayStation 2                                                          |
| Armored Core 2: Another Age       | 2001 | PlayStation 2                                                          |
| Armored Core 3                    | 2002 | PlayStation 2, PlayStation Portable                                    |
| Silent Line: Armored Core         | 2003 | PlayStation 2, PlayStation Portable                                    |
| Armored Core: Nexus               | 2004 | PlayStation 2                                                          |
| Armored Core: Nine Breaker        | 2004 | PlayStation 2                                                          |
| Armored Core: Formula Front       | 2004 | PlayStation 2, PlayStation Portable                                    |
| Armored Core: Last Raven          | 2005 | PlayStation 2, PlayStation Portable                                    |
| Armored Core 4                    | 2006 | PlayStation 3, Xbox 360                                                |
| Armored Core: For Answer          | 2008 | PlayStation 3, Xbox 360                                                |
| Armored Core V                    | 2012 | PlayStation 3, Xbox 360                                                |
| Armored Core: Verdict Day         | 2013 | PlayStation 3, Xbox 360                                                |
| Armored Core VI: Fires of Rubicon | 2023 | Xbox One Xbox Series X/S PlayStation 5 PlayStation 4 Microsoft Windows |